# Бурсиан, Эрик Викторович
Э́рик Ви́кторович Бурсиа́н (24 октября 1929, Ленинград — 20 ноября 2003, Санкт-Петербург) — советский и российский физик, доктор физико-математических наук, профессор, заслуженный деятель науки Российской Федерации. Специалист по физике кристаллов.

## Биография
Родился в семье физика Виктора Робертовича Бурсиана (1886—1945) и Алисы Адольфовны Ферхмин, имел брата Арнольда Викторовича Бурсиана (1931—2018).
В 1937—1942 годах учился в школе № 1. В 1942—1945 годах вместе с матерью и братом (отец находился в заключении) был в эвакуации в Казани. По возвращении в Ленинград окончил школу № 45 и поступил на физико-математический факультет Ленинградского государственного педагогического института имени А. И. Герцена. В 1952 году окончил с отличием институт, в 1952—1955 годах работал по распределению учителем физики в школе Вознесенья.
В 1955—1958 годах учился в аспирантуре на факультете физики ЛГПИ по кафедре общей и экспериментальной физики, затем стал ассистентом этой кафедры. В 1959 году защитил кандидатскую диссертацию, в 1962 году стал доцентом. В 1973 году защитил докторскую диссертацию, в 1974 году стал профессором. В 1975—1976 годах, а также в 1978—1981 годах был деканом факультета физики. В 1977—1998 годах был заведующим кафедрой физической электроники.
Похоронен на Смоленском православном кладбище Санкт-Петербурга.

## Научная деятельность
Изучал центры окраски кристаллов бария, впервые в СССР наладил систематическое выращивание массивных кристаллов титаната бария. Исследовал зависимости сегнетоэлектрических параметров от размеров кристалла.
В последние годы жизни занимался нелинейной оптикой.
Под руководством Бурсиана была защищена двадцать одна кандидатская и три докторских диссертации.

## Признание
- 1991 — заслуженный деятель науки Российской Федерации.